# I wszystko jasne
I wszystko jasne! (ang. Now you see it...) – film z serii Disney Channel Original Movie, producentem jest Disney Channel. Premiera w Polsce odbyła się 6 lipca 2007 roku na kanale Disney Channel.

## Obsada
- Alyson Michalka: Allyson Miller
- Johnny Pacar: Danny Sinclair
- Frank Langella: Max
- Dremaceo Giles: Ron
- Pat Hazell: Tata Danny’ego
- Brendan Hill: Cedric
- Andrea Ragsdale: Mama Danny’ego
- Amanda Shaw: Zoey Cunningham
- Gabriel Sunday: Brandon
- Deneen Tyler: Panna McCallister

## Fabuła
Nastolatka Allyson podpisuje umowę z telewizją i zostaje jednym z producentów show, w którym zostanie wyłoniony najlepszy młody iluzjonista. Jej zadanie polega na znalezieniu reprezentanta swojego regionu. Są z nią kamerzysta Ron i dorosły doradca. Po wielu nieudanych próbach ostatni zawodnik, Danny Sinclair zostaje zakwalifikowany. On i dwójka innych finalistów zostają zaproszeni do zamku, gdzie odbędzie się finał konkursu. Danny jednak nie wie co się z nim dzieje. Nigdy nie przygotowuje się do sztuczek a one zawsze wychodzą. Niestety nie potrafi nad nimi panować. Razem z Allyson i kamerzystą Ronem odkrywają tajną salę w zamku. Jest tam pełno ksiąg magii. Danny spędza tam czas. W pewnej chwili finaliści zaczynają podejrzewać Danny’ego, że nie jest tylko iluzjonistą, ale ma nadprzyrodzone moce. Zostaje zwołana specjalna komisja, która ma to orzec. Max, gospodarz programu i mistrz magii jednak przekonuje komisję, że chłopak jest tylko zdolnym iluzjonistą. Allyson podsłuchuje rozmowę Danny’ego z Maxem, z której wynika, że jest przekonany, iż Danny jest prawdziwym czarodziejem, tak jak on. Musi się tylko nauczyć panować nad mocami. Gdy Danny wychodzi, Max mówi doradcy Allyson i Danny’ego że podczas finału zabierze mu moce, tak jak swojemu mistrzowi. Jednak Danny nie może zdjąć pierścienia ograniczającego jego moce. Allyson próbuje przekonać wszystkich o złych zamiarach Maxa, lecz nikt nie chce jej wierzyć. Nawet Danny. Zostaje usunięta z programu, ale cały czas chce pomóc Danny’emu. Wraca na finał, i podgląda Danny’ego podczas występu, gdy ten podnosi i lewituje pięćsetkilowy ołowiany ciężar. Po chwili kamień, spadając o mało co nie zabija iluzjonisty. Wtedy zaczyna wierzyć Allyson. Wybiera ją na asystentkę, a ona ściąga mu pierścień. Widownia ogląda emocjonujący pojedynek, myśląc, że jest to zaplanowane. Max znika. Danny jednak musi się ukrywać, gdy Max działa.